# Eksjö garnisons övnings- och skjutfält
Eksjö garnisons övnings- och skjutfält är ett militärt övnings- och skjutfält som är beläget väster om Eksjö.

## Historik
Eksjö garnisons övnings- och skjutfält består i huvudsak av de två övnings- och skjutfälten Ränneslätt och Holmserydsfältet, där Ränneslätt omfattade omkring 415 hektar och Holmseryd omkring 475 hektar och tillsammans utgjorde de omkring 940 hektar. Ränneslätt blev 1690 permanent övnings- och mötesplats för Smålands kavalleriregemente, medan Holmserydsfältet bildades 1942 genom att staten köpte hemmanen Norra och Södra Holmseryd samt delar av hemmanen Hulu och Hamnaryd, i syfte att Jönköpings-Kalmar regemente skulle få ett eget skjutfält efter att tidigare delat Ränneslätt med Göta ingenjörkår.
Dessa två fält var dock inte sammanbundna förrän slutet av 1960-talet och för att genomföra stridsskjutningar med andra vapen än kulsprutepistol, fick ett område mellan de båda skjutfälten tillhörande Eksjö kommun avlysas. År 1966 föreslog Chefen för armén att köpa mark runt de båda skjutfälten, för att binda samman för att skapa ett sammanhängande övnings- och skjutfält om ca 1 800 ha. Vidare gjordes även ett förvärv
av ett område om ca 7 ha norr om Norra Smålands regementes handövningsfält.

## Geografi
Övnings- och skjutfältet ligger med sin västra del i Nässjö kommun och sin östra del i Eksjö kommun och omfattar drygt 1.800 hektar, som är fördelat på både löv- och granskog, ängar, brukade åkrar och vatten.

## Verksamhet
Eksjö garnisons övnings- och skjutfält kom fram till 2000 att användas av garnisonens ingående förband, då främst Smålandsbrigaden och Göta ingenjörkår. Från 2000 bedrivs vid övnings- och skjutfältet främst övning med ingenjörförband, där verksamheten bland annat omfattar schakt- och grävarbete på land och i anslutning
till vatten, broläggning samt båt- och dykverksamhet. Även utbildning och övning av förband för frivilligförsvaret samt internationell tjänst förekommer.

### Ränneslätt
Övnings- och skjutfältets västra del omfattar Ränneslätt, med sitt läger och ett femtontal byggnader av högt kulturhistoriskt värde. Av de äldsta bevarade byggnaderna idag är en ombyggd officerspaviljong och en norr om den belägen köksbyggnad, båda från 1834. Det gamla ridhuset liksom två kokhus från 1878 är idag klassade som kulturminnen.